# (79129) Robkoldewey
(79129) Robkoldewey est un astéroïde de la ceinture principale.

## Description
(79129) Robkoldewey est un astéroïde de la ceinture principale. Il fut découvert le 11 octobre 1990 à Tautenburg par Freimut Börngen et Lutz Dieter Schmadel. Il présente une orbite caractérisée par un demi-grand axe de 2,47 UA, une excentricité de 0,19 et une inclinaison de 1,8° par rapport à l'écliptique.

## Compléments